# GTAPモデル
GTAPモデル（ジータップモデル、英: GTAP model）とは、国際貿易分析プロジェクト (Global Trade Analysis Project) によって開発された応用一般均衡モデル（CGEモデル）のひとつ。

## 概要
関税引き下げ、撤廃が各国に与える影響を評価することを目的に、1992年にアメリカ合衆国のパーデュー大学のハーテル教授らを中心に開発された。パーデュー大学世界貿易分析センターがデータベースを作成している。
国際機関、各国政府機関、NPOがプロジェクトの理事会に参加しており、各方面の研究者の協力により改良が進められている。日本の政府機関としては、内閣府の経済社会総合研究所と独立行政法人経済産業研究所が参加している。
2010年5月にバーション7.1データベース（2004年基準113地域57品目）が公開。本来は静学的分析用に開発されたものであるが、動学的分析モデル (Dynamic GTAP Model) も存在する。
一般均衡モデルはデータ、論文は公表されるものの完全に公開されることは少なく、開発に関わった研究者のみがアクセスできる閉鎖的な面があった。GTAPモデルは誰でもアクセスできるデータベースを目標に開発され、その公開性から改良も進み操作性も向上している。また、独自にモデルを改訂したり、分析を再現することも可能であることから広く普及することとなった。
オーストラリア産業委員会が開発したSALTERモデルが出発点になっており、データベース管理等のソフトウェアが共通している。
世界全体のデータを包括しており、世界全体の貿易や資本移動を考慮した分析が可能。また、各国共通の産業分類に基づくデータが整備されており、マクロ分析と同時に産業別の分析を行うことが可能。反面、地域や品目を限定した分析では過大、あるいは過小な評価につながる可能性が高くなる。

## 分析方法
実証データに基づき、多数の方程式による労働・資本の資源賦存や各産業分野の生産関数が設定されている。モデル内において、家計・企業などの各経済主体は効用最大化・利潤最大化などの最適化行動をとる。
すべての市場均衡が同時に成立する消費、生産、諸価格などの経済諸変数をモデル計算によって求める。
貿易自由化の経済効果の試算は、まず関税率の変化などの政策変化を初期の均衡状態に導入し、変化した変数の下で新たな均衡状態を計算によって求め、経済の各側面の差が経済効果として算出される。

## データベース
各国の産業連関表、国際連合統計局のCOMTRADE等を基に作成されている。関税データについては、既存の関税データベースを基にMAcMap (Market Access Map) が作成された。

## パラメータ
代替の弾力性
国及び財ごとにアーミントン仮定に基づく代替の弾力性（アーミントン係数）を設定している。数値はSALTERモデルから引用されている。
生産要素変換の弾力性
労働と資本の移動性は完全であると仮定している。
所得弾力性と自己価格需要弾力性
GTAPのデータベースから推計した所得弾力性を基に、各国の57品目について所得弾力性と自己価格需要弾力性を決定している。